# Stanisław Bojakowski

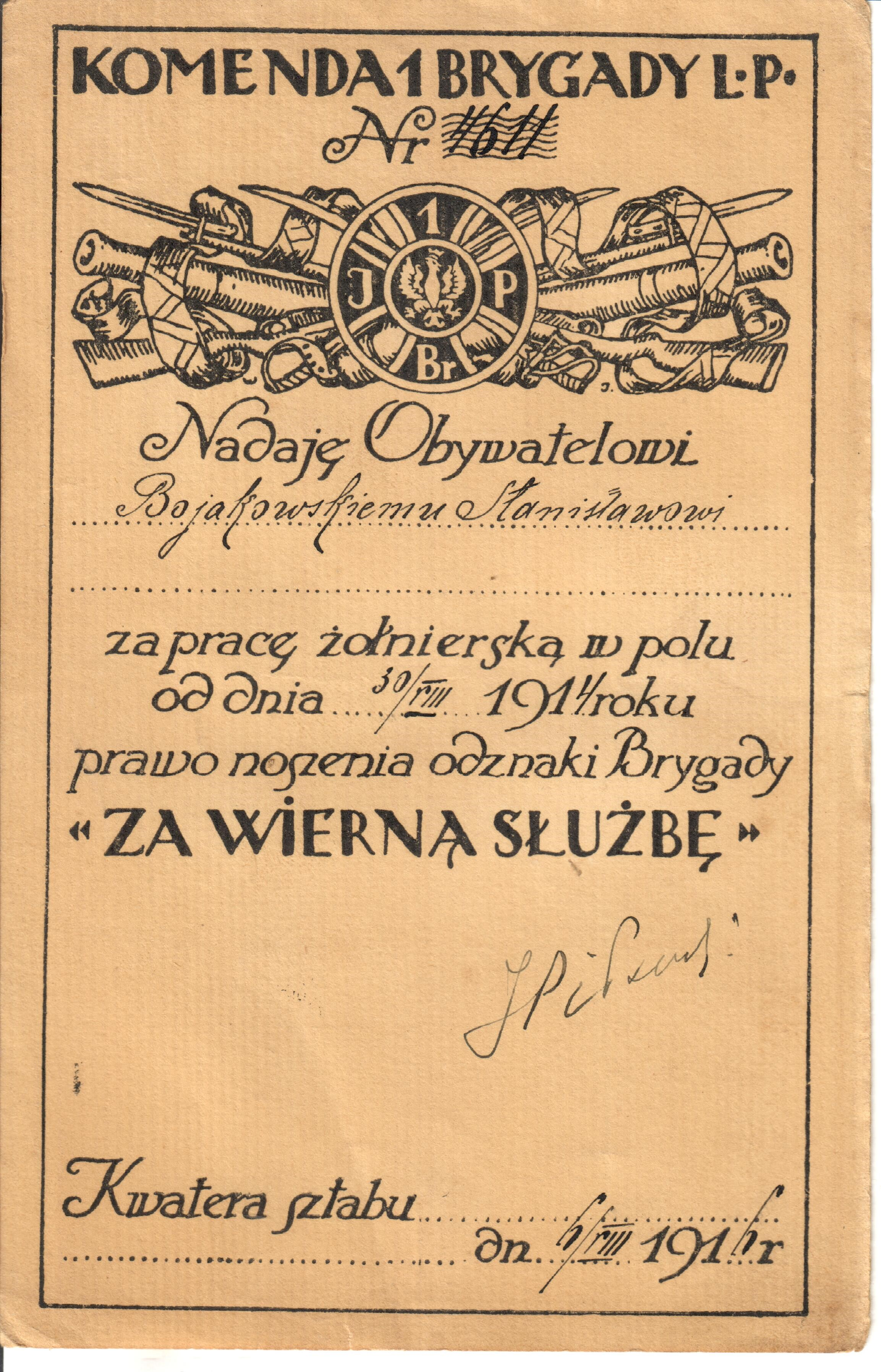
Dokument z zasobów rodzinnych

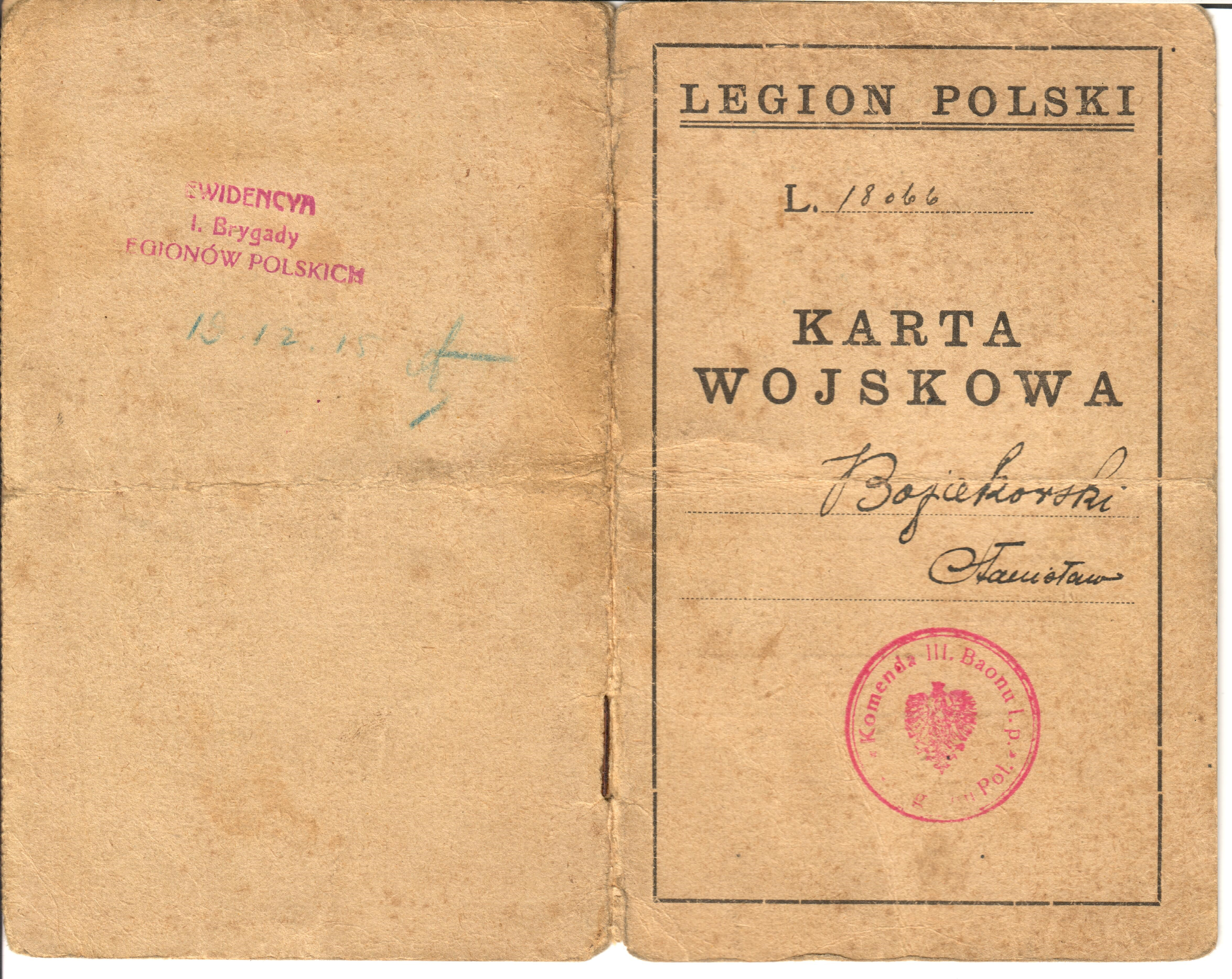
Karta wojskowa legionu polskiego

Stanisław Bojakowski (ur. 1884, zm. 30 sierpnia 1920 w Warszawie) – polski malarz i grafik, kawaler Orderu Virtuti Militari. 

## Życiorys
Ukończył Szkołę Sztuk Pięknych w Krakowie, działał w środowisku młodych twórców skupionych wokół Zarania.
Nie zachowały się materiały dokumentujące przystąpienie Stanisława Bojakowskiego do Związku Strzeleckiego „Strzelec"”, w późniejszym czasie walczył w szeregach 1 kompanii III baonu 1 pułku piechoty, wcielony do Polskiej Organizacji Wojskowej, w chwili tworzenia Wojska Polskiego osiągnął stopień podporucznika. Podczas akcji plebiscytowych działał z ramienia Wojska Polskiego na Śląsku, Spiszu i Orawie, pod koniec 1919 zaangażowano go do akcji wywiadowczych na Grodzieńszczyźnie, gdzie był komendantem okręgu Polskiej Organizacji Wojskowej. Podczas wojny polsko-bolszewickiej walczył w szeregach 201 pułku szwoleżerów, 6 sierpnia 1920 został ciężko ranny, po przetransportowaniu do Warszawy zmarł 30 sierpnia w Szpitalu Ujazdowskim. Został pochowany na Cmentarzu Wojskowym na Powązkach.
Pośmiertnie odznaczony Krzyżem Srebrnym Orderu Wojskowego Virtuti Militari.